# Mũi Né
Koordinaten: 10° 56′ N, 108° 17′ O
Mui Ne ist ein Fischerort in Vietnam. Er liegt in der Provinz Binh Thuận, ca. 220 km von Ho-Chi-Minh-Stadt entfernt, und seit 1999 gehört das Städtchen verwaltungstechnisch zur Provinzhauptstadt Phan Thiết. Bekannt wurde der Ort durch seine Sanddünen sowie seinen Bade- und Kitesurf-Tourismus. Die ersten ausländischen Touristen entdeckten die Sanddünen und Strände der Gegend anlässlich der Sonnenfinsternis vom 24. Oktober 1995.
Mui Ne und die anderen ländlichen Außenbezirke Phan Thiếts (wards) erstrecken sich über ca. 50 Kilometer an der Küste des Südchinesischen Meeres, welches in Vietnam „Biển Đông“ (Ostsee) genannt wird.
Die feinsandigen, von Kokosnusspalmen gesäumten Strände an der Bucht von Mui Ne haben sich seit Mitte der 1990er Jahre in ein Touristenzentrum verwandelt.
Der Ort Mui Ne hat zwei Strände: Ganh Beach und Suoi Nuoc Beach, an denen sich eine Anzahl von Resorts, Geschäften und Restaurants aneinanderreihen. Am stärksten touristisch erschlossen ist allerdings Rang Beach im benachbarten Ortsteil Ham Tien, der sich westlich von Mui Ne über zehn Kilometer an der Bucht entlang bis nach Phu Hai erstreckt, mit hunderten von Resorts und Hotels, Restaurants, Bars, Geschäften und Cafés.
Dank der starken Winde am Kap von Mui Ne eignen sich diese Strände ausgezeichnet zum Kite- und Windsurfen. Die Hauptsaison ist von Dezember bis April, die regenreichsten Monate sind traditionell September und Oktober. Durchschnittstemperatur ist 27 °C, und das Klima ist das ganze Jahr über heiß und trocken.

## Name
"Mũi" bedeutet "Nase" oder "Halbinsel", "Né" bedeutet "Schutz suchen, sich verstecken". Der Name des Ortes stammt von den Fischern, die die geografische Lage Mũi Nés an einem Kap nutzten, um Schutz vor stürmischer See zu finden und ihre Boote auch heute noch, je nach Witterungslage auf der einen oder anderen Seite der Landzunge, auf welcher der inzwischen 25.000 Einwohner starke Fischerort Mũi Né liegt, festmachen.

## Wirtschaft

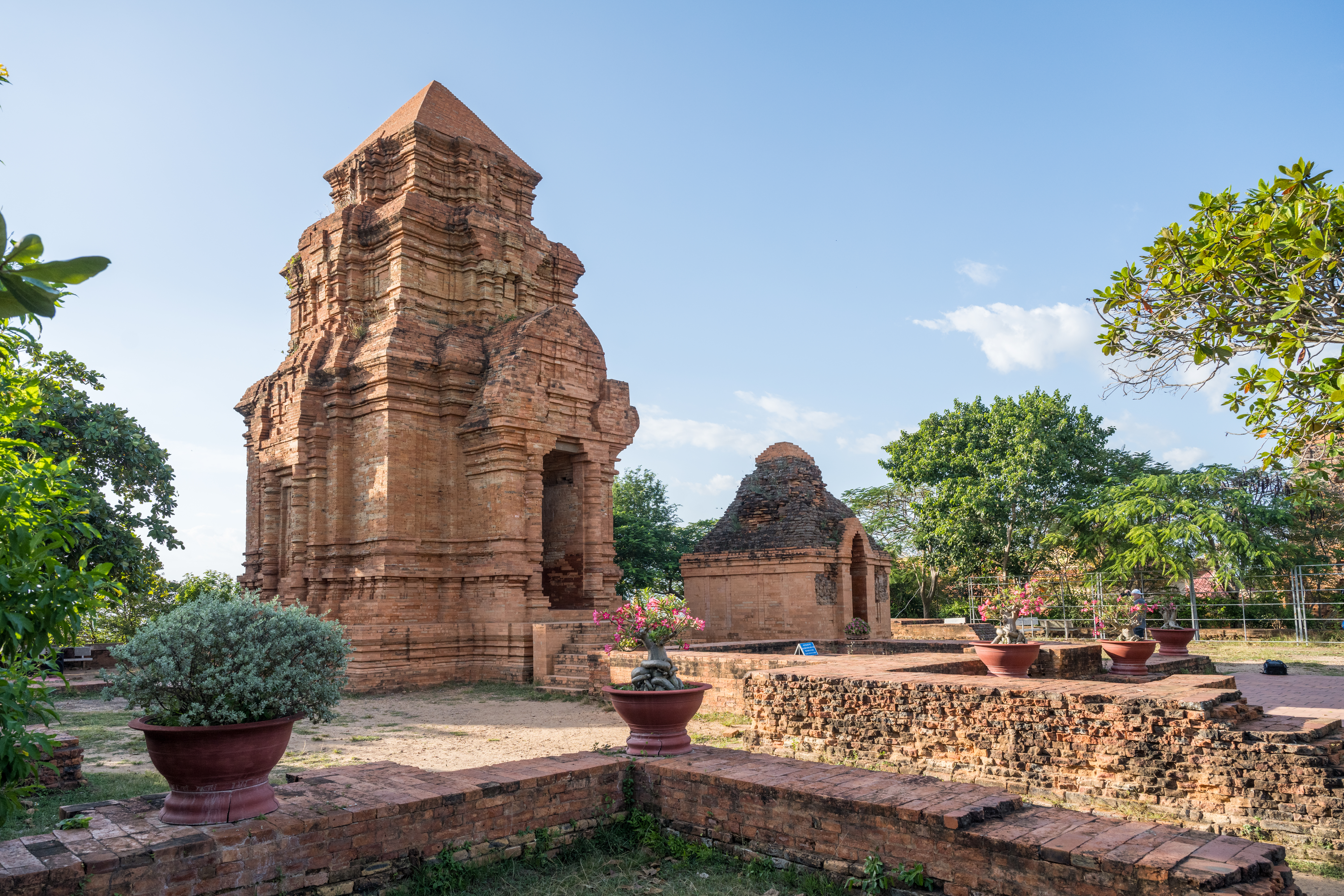
Cham Turm

Der Ort lebte einst ausschließlich vom Fischfang und einigen Fischsauce-Fabriken, doch seit Mitte der 1990er Jahre hat sich der Tourismus zu einer noch wichtigeren Einnahmequelle entwickelt.
Seit Mitte der 1990er Jahre haben sich an den kilometerlangen Sandstränden zahlreiche Hotels, Gästehäuser, Restaurants und Surfschulen angesiedelt. An der Küstenstraße reihen sich heute Restaurants, Tour-Büros, Souvenir- und Lebensmittelgeschäfte. 1994 war die Bucht, vier bis fünf Autostunden von Saigon entfernt, noch völlig unbebaut. Das erste Strandhotel eröffnete 1995.
Flaches Wasser und perfekte Winde haben Mui Ne zu einer beliebten Destination für Kite-Surfer werden lassen. Mittlerweile gibt es zahlreiche Kite-Surf-Schulen.
Eine weitere Einnahmequelle ist die Fischerei, die von Fischkuttern oder in Strandnähe von runden Korbbooten, den sogenannten Thúng chai, aus betrieben wird. Diese Korbboote waren eine Erfindung der Vietnamesen, um die Besteuerung von Schiffen durch die französischen Kolonialherren zu umgehen.

## Sehenswürdigkeiten

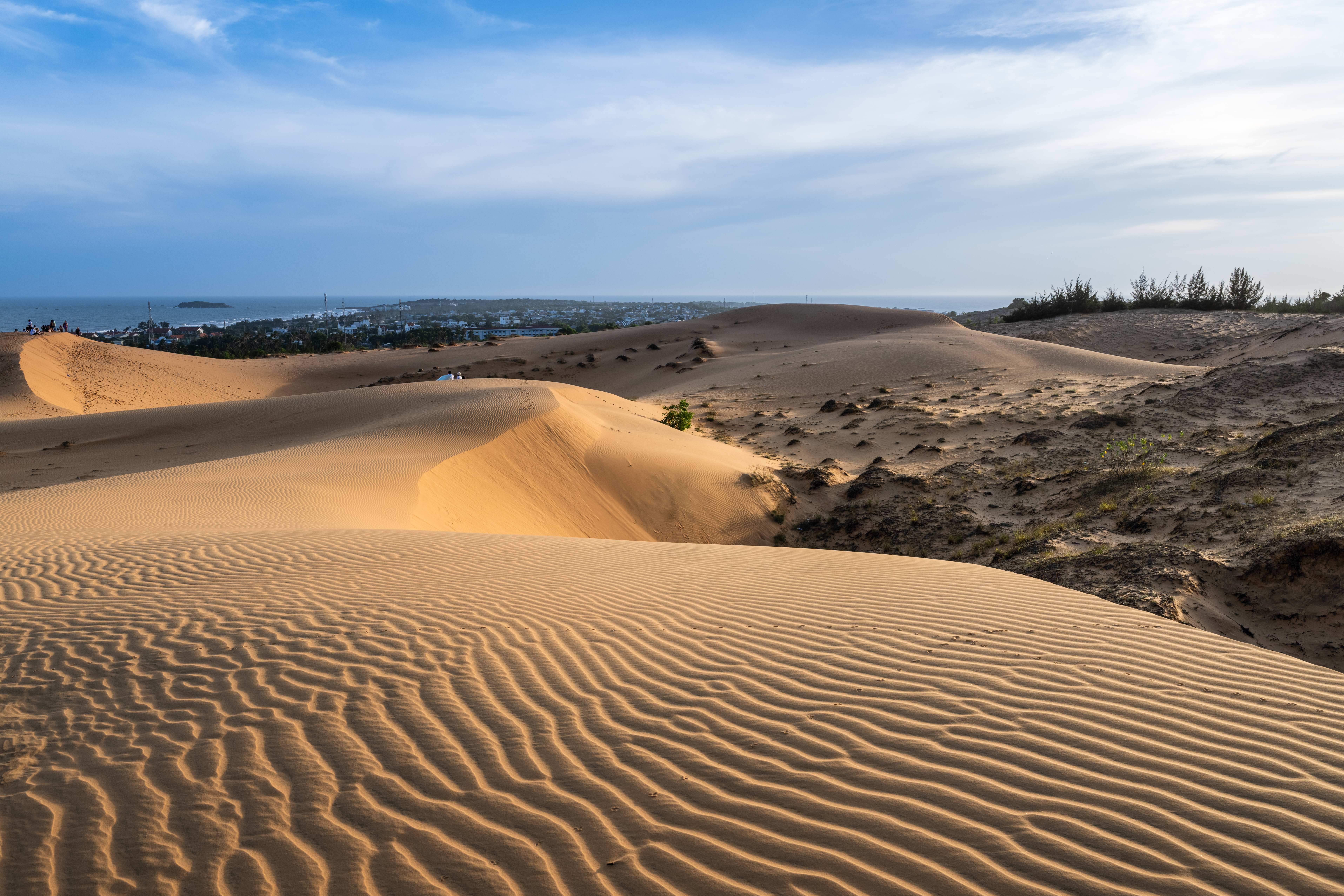
Die Sanddünen

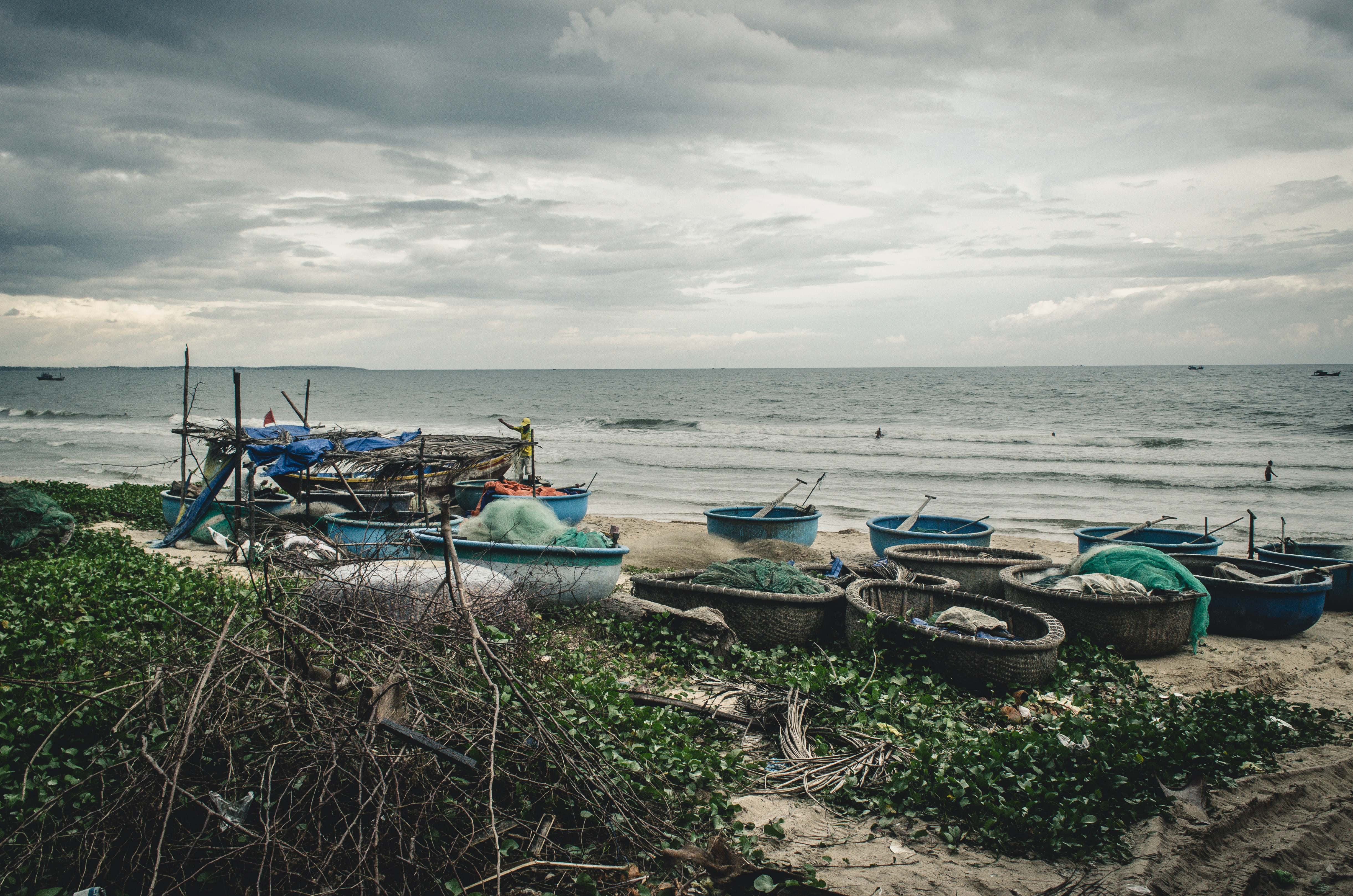
Strand in Mui Ne mit Korbbooten (Thúng chai)

- Der Hafen mit Hunderten von bunten Fischerbooten
- Die roten Sanddünen (Đồi Cát)
- Die 20 km nordöstlich des Kaps gelegenen weißen Sanddünen (Bau Trang)
- Der kleine Fluss mit einem Mini-Canyon (Fairy Stream)
- Der Berg Tà Cú, 30 km westlich des Stadtzentrums von Phan Thiet gelegen
- Die Cham-Türme 'Po Sa Inu' im Ortsteil Phu Hai